# Corn Islands
Die Corn Islands (spanisch Las Islas del Maíz, übersetzt „Maisinseln“) sind eine Inselgruppe etwa siebzig Kilometer östlich von Bluefields, Nicaragua im Karibischen Meer gelegen.

## Geographie und Bevölkerung
Die Corn Islands bestehen aus zwei Inseln, mit einer Gesamtfläche von 12,9 km² und einer Bevölkerung von 7.429 (2007).
Big Corn Island ist die Hauptinsel mit einer Fläche von 10 km² und 6.731 Einwohnern (90,6 Prozent), wo sich im Norden der Mount Pleasant Hill befindet, mit 113 Metern Höhe die höchste Erhebung der Inseln.
Die kleinere Insel heißt Little Corn Island. Sie erreicht im Lookout Point in ihrem nördlichen Teil eine Höhe von 38 Metern. Hier leben 698 Einwohner auf 3,1 km².
Neben den beiden Inseln gibt es noch den Vulkanfelsen Blowing Rock, der rund 12,7 km südlich von Great Corn Island liegt. Blowing Rock ragt nur 1,2 Meter aus dem Wasser und misst nur wenige Meter im Durchmesser, erhebt sich jedoch steil 30 Meter über den umgebenden Meeresgrund. In der Mitte befindet sich ein Loch, durch das das Meerwasser periodisch senkrecht nach oben gepresst wird. Dieses Phänomen erinnert optisch an den Blas von Walen. Dieser Umstand ist namensgebend für das Objekt.
Die Inseln bilden die Gemeinde (municipio) Corn Island der Región Autónoma de la Costa Caribe Sur von Nicaragua. Die Gemeinde wird in sechs barrios (Quartiere) gegliedert, von denen fünf auf Big Corn Island und das sechste auf Little Corn Island liegen. Das bevölkerungsmäßig mit Abstand größte und am dichtesten besiedelte Barrio, Brig Bay, in dem sich auch das Rathaus (Alcaldia) der Gemeinde sowie der Flughafen Corn Island Airport befindet, wird weiter in zwei Sektoren (sectores) gegliedert:: Promar und Nandaime. Little Corn Island ist das flächenmäßig größte, aber auch das am dünnsten besiedelte Barrio.
| Barrio             | Fläche km² | Bevölkerung (Zensus 2005) | Dichte | Orte                                            |
| ------------------ | ---------- | ------------------------- | ------ | ----------------------------------------------- |
| Brig Bay           | 2,80       | 3.930                     | 1403,6 | Brig Bay (mit den sectores Promar und Nandaime) |
| La Loma            | 2,46       | 682                       | 277,2  | La Loma, Long Beach, Queen Hill, Bluff Point    |
| South End          | 2,92       | 764                       | 261,6  | South End, Mount Pleasant                       |
| Sally Peachie      | 0,68       | 265                       | 389,7  | Sally Peachie, Little Hill                      |
| North End          | 0,92       | 490                       | 532,6  | North End                                       |
| Little Corn Island | 3,12       | 495                       | 158,7  | The Village, Carib Town                         |
| Corn Islands       | 12,9       | 6.626                     | 513,6  |                                                 |

Brig Bay an der gleichnamigen Bucht ist die größte Ortschaft mit 59,3 Prozent der Gemeindebevölkerung.
Die englische Sprache ist weit verbreitet, da die Vorfahren der Inselbewohner größtenteils von den Westindischen Inseln stammen.

## Klima, Flora, Fauna

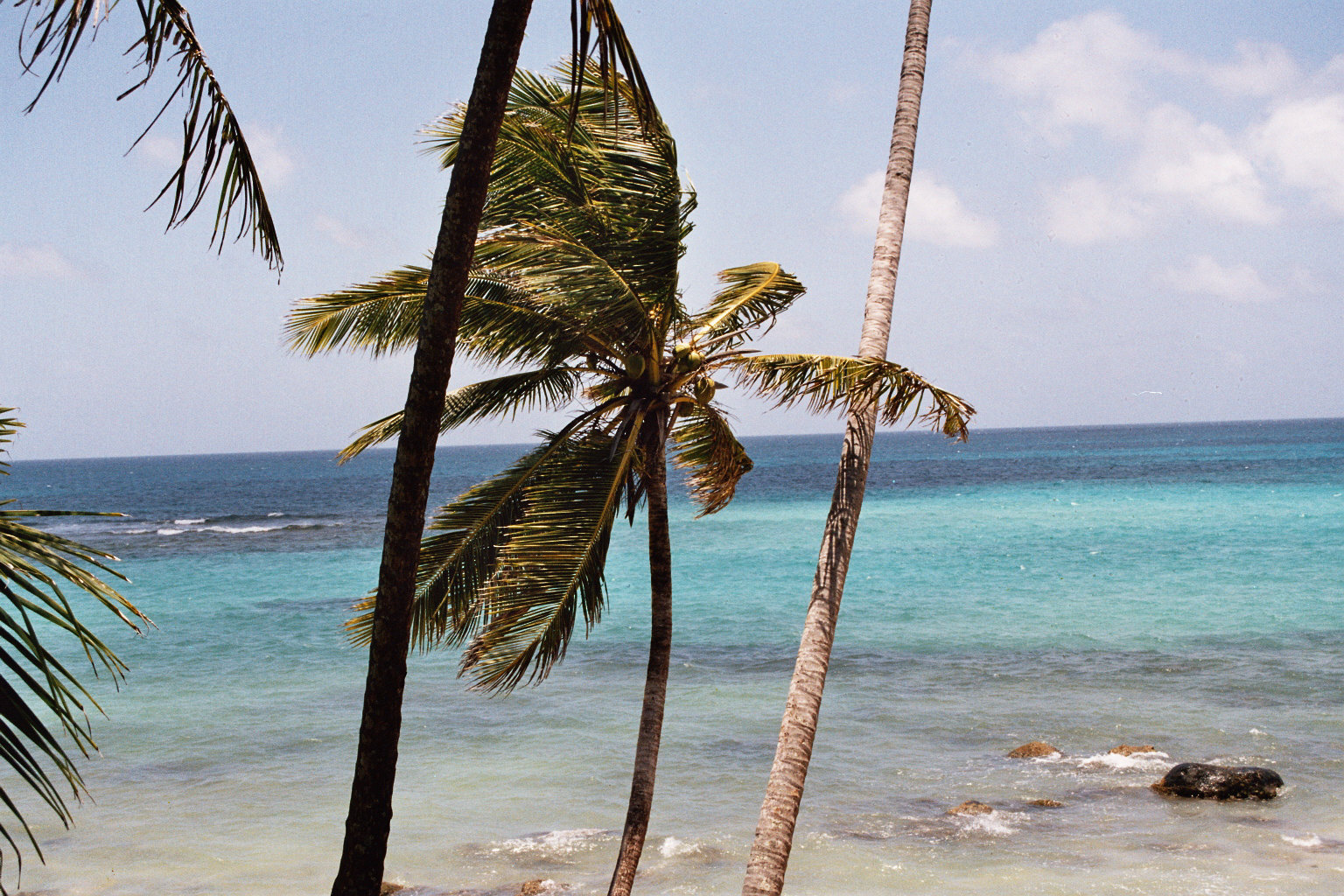
Blick aufs Meer (Big Corn Island)

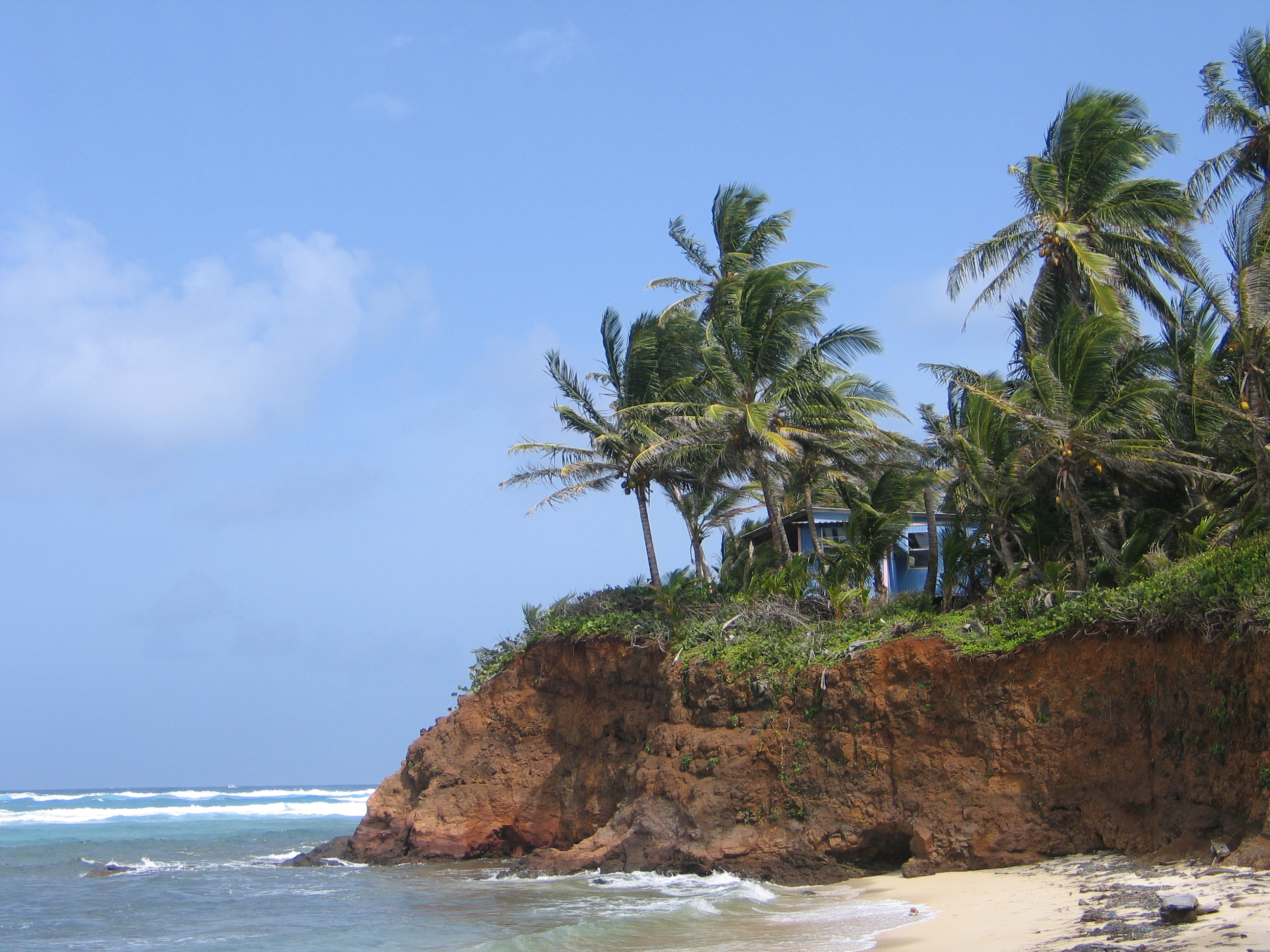
Bucht auf Little Corn Island

Das Klima auf den Inseln ist tropisch, mit den typischen Wechseln zwischen Trocken- und Regenzeit. Oktober und November sind die Monate mit den höchsten Niederschlägen Die Trockenzeit beginnt Ende Dezember und endet im Mai. Great Corn Island beheimatet 14 Echsenarten aus neun Familien, darunter drei endemische Arten. Sieben Arten sind auch auf Little Corn Island vorzufinden.

## Geschichte
Auf alten Karten heißen die Inseln Islas de los Manglares. Sie wurden zunächst von den Briten kolonialisiert. Zusammen mit der östlichen Hälfte des heutigen Nicaragua bildeten sie ein britisches Protektorat von 1655 bis 1894. Das Gebiet wurde Mosquito Coast (Moskitoküste) genannt.
In diesen frühen Jahren der Kolonialisierung dienten die Inseln vor allem Piraten als Unterschlupf. Ab 1894 beanspruchte Nicaragua die Inseln.
1914 wurden die Inseln aufgrund des Bryan-Chamorro-Vertrags für 99 Jahre an die USA verpachtet. Nach dem Pachtvertrag blieben die Inseln zwar Teil Nicaraguas, jedoch galten amerikanische Gesetze. Die US-Regierung duldete stillschweigend die örtliche Verwaltung der Inseln durch die Behörden Nicaraguas. Der Pachtvertrag wurde durch die Regierung von Präsident Anastasio Somoza Debayle am 14. Juli 1970 außer Kraft gesetzt.
Die wichtigste Einnahmequelle in der ersten Hälfte des 20. Jahrhunderts war die Kokosnussproduktion. In den 1960er- und 1970er-Jahren entwickelte sich der Fischfang zum wichtigsten Teil der Inselökonomie. Noch heute ist der Fang von Hummer und Langusten dominierend.
1988 wurden beide Inseln von dem Hurrikan Joan getroffen, der anschließend bei Bluefields die Küste erreichte und eine Spur der Verwüstung über Nicaragua zog. Great Corn Island wurde vollkommen zerstört und Little Corn Island stark in Mitleidenschaft gezogen. Joan war einer von nur sieben Stürmen, die auf ihrem Weg durch die Karibik im Pazifik weiter wüteten.

## Verkehr
Die Hauptinsel Big Corn Island ist durch die wöchentlich verkehrende Fähre aus El Rama am Fluss Río Escondido erreichbar. Des Weiteren besteht eine Flugverbindung mit La Costeña nach Managua mit Stopp in Bluefields.
Little Corn Island erreicht man zweimal täglich mit der Fähre von Big Corn Island.

## Tourismus
Auf Little Corn hat sich seit ein paar Jahren ein geringfügiger Tauchtourismus von zurzeit 2 Anbietern/Tauchshops etabliert.
Zu sehen gibt es die für die Karibik typische Unterwasserwelt incl. regelmäßiger Sichtungen von Hammerhaien. Beeinträchtigt wird der Besuch durch die mühselige und oft unzuverlässige An- und Abreise, eine zum Großteil etwas unbefriedigende allgemeine Versorgungslage und fehlende Tauchtiefe.

## Städtepartnerschaften
- Waterford, Kalifornien, USA